# مجلة تعارف
مجلة التعارف هي أحد أنواع مجلات الإعلانات المبوبة التي تخصص جزءًا كبيرًا منها أو تتخصص كليةً في نشر الإعلانات الشخصية، وغالبًا ما يجري الناشرون في مجلات التعارف خدمة إعادة توجيه البريد مجهول الاسم بما يسمح للمعلنين بتعريف أنفسهم فقط باستخدام أرقام الصندوق.
لقد كانت العديد من مجلات التعارف عبارة عن مجلات لتبادل العلاقات الجنسية أو مجلات للعلاقات الجنسية تستهدف القراء الذي يبحثون عن علاقات جنسية مؤقتة أو يقدمونها. ولكن ومع بزوغ الشبكات الاجتماعية لتبادل العلاقات الجنسية ومواقع الويب الخاصة بمن يقومون بذلك من البالغين، أصبحت تلك المجلات من المفارقات التاريخية. وتوجد أيضًا مجلات متخصصة لمن لديهم أمزجة جنسية خاصة، مثل من يبحثون عن علاقات من نوع بي دي إس إم أو خدمات المسيطر المحترف أو الخاضع المحترف.

## وصلات خارجية
- J Ellard, J Richters and C Newman. Non-gay sexual subcultures: A content analysis of Sydney sex contact publications, National Centre in HIV Social Research, Faculty of Arts and Social Sciences, The University of New South Wales (2004) (pdf format), available via this publications list